# Байер, Клаус Михаэль
Клаус Михаэль Байер (нем. Klaus Michael Beier, род. в 1961 году) — немецкий врач, психотерапевт и сексолог. Директор института сексологии и сексуальной медицины Шарите в Берлине.

## Биография
Байер изучал медицину и философию в Свободном университете Берлина. В 1988 году после завершения обучения в университете и защиты двух диссертаций (Dr.) — по медицине и по философии Байер работал научным ассистентом на кафедре сексологии и сексуальной медицины в университетской клинике в Киле. В 1994 году защитил докторскую (Dr. habil.) диссертацию по сексуальной медицине. С 1996 года работает в берлинском Шарите в качестве психотерапевта и психоаналитика, а также возглавляет институт сексологии и сексуальной медицины. В 2002 году доктор Байер был приглашённым экспертом на громком судебном процессе против «ротенбургского каннибала», убившего и затем съевшего своего сексуального партнёра.